# Orde van Cedeño Plaza Ferrear
De Orde van Cedeño Plaza Ferrear (Spaans: "Orden Cedeño Plaza Ferrear") is een orde van verdienste van Venezuela.
De orde heeft een enkele graad. Het versiersel van de orde is een ronde gouden medaille aan een rood lint met drie smalle verticale zwarte strepen. Op de medaille zijn drie soldaten afgebeeld.